# Banksia brownii
Banksia brownii, vulgarmente conhecida como "Banksia de folhas plumosas" ou "Banksia de Brown", é uma espécie de arbusto que se desenvolve no sudoeste da Austrália Ocidental. Uma planta com folhas atraente de penas finas e grandes picos de flor vermelha-marrom, que normalmente cresce como um arbusto ereto em torno de dois metros de altura, mas também pode ocorrer como uma pequena árvore ou um arbusto baixo espalhamento. Coletados primeiramente em 1829 e publicado no ano seguinte, ele é colocado no subgênero Banksia Banksia, seção Oncostylis, série Spicigerae. Existem duas formas geneticamente distintas.
Gênero Banksia
Subgênero Banksia
Seção Banksia
Seção Coccinea
Seção Oncostylis
Série Spicigerae
B. spinulosa - B. ericifolia - B. verticillata - B. seminuda - B. littoralis - B. occidentalis - B. brownii
Série Tricuspidae
Série Dryandroidae
Série Abietinae
Subgênero Isostylis

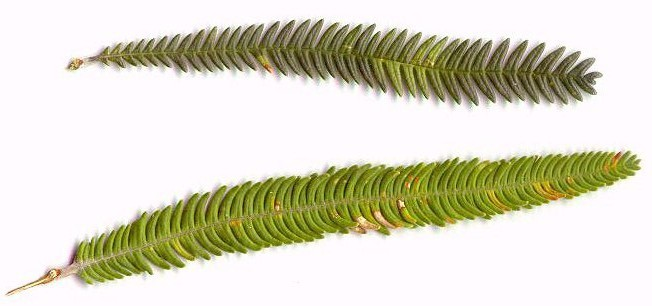
Variação nas folhas B. brownii.

B. brownii ocorre naturalmente apenas em dois aglomerados populacionais entre Albany e da Cordilheira de Stirling no sudoeste da Austrália Ocidental. Na Cordilheira de Stirling ocorre entre saúde nas encostas das montanhas rochosas; mais ao sul que ocorre entre a floresta Jarrah na areia rasos e pobres em nutrientes. Trata-se de espécies raras e ameaçadas em seu habitat natural, com todas as populações de grandes atualmente ameaçados por Phytophthora cinnamomi dieback, uma doença em que a espécie é altamente suscetível. Outras ameaças incluem a perda de habitat, a exploração e as alterações ao regime de fogo.
Altamente valorizado pelas indústrias de hortícolas e de flores de corte da Austrália, B. brownii é amplamente cultivada em áreas não expostas ao perecimento. Ela prefere uma posição abrigada no solo com boa drenagem, e devem ser fornecidos com um pouco de umidade ao longo do verão.